# Diátese hemorrágica
Tendência para sangramento sem causa aparente (hemorragias espontâneas) ou hemorragia mais intensa ou prolongada após um traumatismo. Pode dever-se a uma anomalia da parede vascular, plaquetas e sistemas de coagulação, fibrinólise e défice de factor XIII.
Alguns exemplos de diáteses hemorrágicas:
- Coagulação Intravascular Disseminada (CIVD)

- Hemofilia
- Doença de von Willebrand
- Trombastenia de Glanzmann
- Síndrome de Bernard-Soulier
- Escorbuto
- Leucemia